# Андропов, Игорь Юрьевич
И́горь Ю́рьевич Андро́пов (18 августа 1941, Пудож, Карело-Финская ССР — 13 июня 2006, Москва) — советский дипломат, Чрезвычайный и полномочный посол. Второй сын Юрия Владимировича Андропова.

## Биография
Игорь Андропов — сын Ю. В. Андропова и его второй жены Татьяны Филипповны Лебедевой, родился в Карело-Финской ССР.
В 1951 году семья переехала в Москву. В 1954—1957 годах жил в Венгрии, где его отец работал послом.
Во время Венгерского восстания 1956 года стал свидетелем жестоких казней восставшими коммунистов и сотрудников госбезопасности, которых для острастки вешали вниз головой на фонарных столбах и деревьях напротив здания советского посольства. Есть версия, что Игорь был похищен повстанцами и затем освобождён бойцами советского спецназа под командованием Гейдара Алиева. Венгерские события сильно повлияли и на самого Ю. В. Андропова, и на членов его семьи: супруга Татьяна стала наркоманкой, а сын стал злоупотреблять спиртным.
Игорь Андропов окончил среднюю школу в Москве. Как и его сестра Ирина, мечтал стать актёром, однако семья его не поддержала. В 1969 году окончил МГИМО. Родство с Юрием Андроповым помешало ему сразу сделать дипломатическую карьеру: в 1968 году «из-за сложной международной обстановки» ему был запрещён выезд в капиталистические страны, и таким образом сорвалась намечавшаяся стажировка в Англии. Частично «невыездным» он оставался до 1981 года.
По окончании института он получил распределение в Институт США и Канады. Несколько лет работал рядовым научным сотрудником с окладом 120 рублей. На вопросы, что сделать для сына, Юрий Андропов неизменно отвечал: «Загружайте его побольше работой».
В 1978 году Игорь Андропов защитил диссертацию на соискание учёной степени кандидата исторических наук по теме «Некоторые актуальные проблемы внешней политики СССР и международных отношений кануна Второй мировой войны».
В 1974—1979 годах преподавал в Дипломатической академии МИД СССР. Оттуда по инициативе Анатолия Гавриловича Ковалёва переведён на работу в Министерство иностранных дел СССР.
В 1979—1984 годах — сотрудник центрального аппарата МИД СССР.
В 1984—1986 годах — чрезвычайный и полномочный посол СССР в Греции.
В 1986—1997 годах — посол по особым поручениям МИД СССР, затем МИД России.
С 1998 года на пенсии. Указом президента РФ В. В. Путина от 29 декабря 2001 года ему было назначено дополнительное пожизненное материальное обеспечение в размере 21 976 рублей, как и другим бывшим работникам МИДа, имевшим ранг чрезвычайного и полномочного посла. Эта пенсия подлежала индексации наравне с другими.
Умер в Москве 13 июня 2006 года, не дожив двух месяцев до своего 65-летия. Похоронен в одной могиле с матерью на Троекуровском кладбище (уч. 1). В последние годы жизни писал книгу об отце, которую не успел закончить. По его словам, в планах Ю. В. Андропова было «подтянуть дисциплину, посильно скрутить коррупцию, пресечь преступность, то есть делать ту чёрную работу, над которой в кулуарах посмеивались теоретики развитого социализма и сторонники решительных поворотов и больших скачков».

## Семья
Был женат первым браком на Татьяне Владимировне Квардаковой (с 1968 по 1985, потом вернулся к ней после развода с Чурсиной), затем на актрисе Людмиле Чурсиной (с 1987, был её третьим мужем, развелись спустя четыре года). «С Игорем мы встретились у общих друзей. Оба были одинокими, свободными…, — вспоминает Чурсина. — Когда мы с ним познакомились, я понятия не имела, какую этот молодой мужчина носит фамилию… У Игоря невероятная память, он прекрасно образованный человек, писал хорошие стихи, хотя, конечно, обладал очень сложным характером. Нам помешала, так сказать, проблема совместного существования двух сложившихся личностей».
От первой жены имел детей Константина и Татьяну.
Дочь Татьяна (в замуж. Харламова) — выпускница Московской государственной академии хореографии, работала в Большом театре, затем с мужем и дочерью жила в США. Вернулась в Москву. В 2010 году скончалась после непродолжительной, но тяжёлой болезни. Дочь Татьяны — Николь живет в США.
Сын Константин (род. 1979) — жил в США, где окончил колледж по специальности дизайнер-архитектор, затем вернулся в Москву, поступил на юридический факультет столичного вуза. В феврале 2011 года рядом со своим домом был избит группой неизвестных, получил сотрясение мозга. Проходил лечение в госпитале ФСБ.

## Награды
- Орден «Знак Почёта».
- Медаль «За укрепление боевого содружества».

## Образ в массовой культуре
- В романе Эдуарда Тополя «Чужое лицо» является прототипом одного из действующих лиц Ильи Юрьевича Андронова, сына председателя КГБ СССР.